# 비니 맨
비니 맨 (Beenie Man, 본명: 앤서니 모지스 데이비스, Anthony Moses Davis, 1973년 8월 22일 ~ )은 자메이카의 뮤지션이다.